# Thibaut IV de Blois
Pour les articles homonymes, voir Thibaut II, Thibaut de Blois et Blois (homonymie).
Thibaut IV de Blois ou Thibaut le Grand (né vers 1090/1095, mort le 10 janvier 1152), fut comte de Blois, de Chartres et de Châteaudun à partir de 1102, comte de Meaux, de Troyes et de Champagne (de 1125 à 1152, sous le nom de Thibaut II de Champagne) et seigneur de Sancerre (1102-1151).

## Biographie
Il est le deuxième fils d'Étienne-Henri († 1102), comte de Blois, Chartres, Châteaudun, Meaux, seigneur de Sancerre, et d'Adèle († 1137), fille de Guillaume le Conquérant. Son frère aîné Guillaume est déshérité probablement pour des problèmes mentaux, ou simplement parce qu'il était bègue, et n'est que sire de Sully par son mariage : il est la souche des barons de Sully, branche aînée et spoliée des Blois-Champagne. Leur frère cadet Étienne deviendra roi d'Angleterre. Thibaut hérite en 1102 des domaines de son père, mort à la bataille de Ramla, en Terre sainte. En 1125, son oncle Hugues Ier de Champagne se fait templier et lui lègue le comté de Troyes ainsi que le titre de comte de Champagne qu'il s'était attribué, bien que ne possédant pas la totalité de la province.

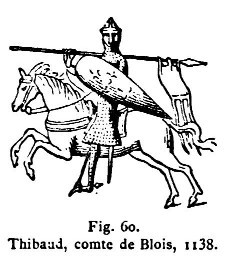
Sceau de Thibaut IV.

Sa mère Adèle contrôle totalement la gestion de la principauté de 1101 à 1107, jusqu'à ce que Thibaut soit adoubé chevalier. Ils gèrent alors le comté ensemble jusqu'en 1120, quand elle se retire à l'abbaye de Marcigny.
En 1107, Thibaut se joint à une révolte contre le futur Louis VI le Gros, fils du roi Philippe Ier de France.
En 1108, son oncle lui confie quelques-unes des terres et châteaux confisqués aux Bellême (notamment Alençon et Sées dans l'Orne). Plus tard, il les échange avec son frère contre les terres dont celui-ci a hérité dans le comté de Blois. En 1109, jeune chevalier de 15 ans, il accompagne son oncle à Molesmes où un amour de jeunesse le lie avec la châtelaine de Possesse et donne naissance à un fils illégitime, fondateur de la deuxième maison de Pierrepont dont seront issus les comtes de Roucy.
En 1111, Louis le Gros est devenu Louis VI de France ; les relations de Thibaut avec les Capétiens se détériorent encore et mènent à un conflit armé latent. En 1113, Thibaut forme une coalition avec son oncle Henri Ier d'Angleterre, roi d'Angleterre et duc de Normandie, et ensemble ils battent une armée composée de Capétiens et d'Angevins.
Durant les années 1116-1119, son frère puîné Étienne de Blois lui vient en aide, notamment en commandant l'ost bléso-normand à Brie, de crainte que Louis VI le Gros ne s'en empare pendant une absence de Thibaut.
Étienne vient aussi à son secours début novembre 1118, quand Thibaut est capturé au combat par la garnison du château de L'Aigle. Au même moment, les citoyens de la ville frontière d'Alençon, exaspérés par la brutalité du traitement que leur réserve Étienne et sa garnison, se rebellent et en appellent à l'aide du comte Foulques V d'Anjou. Celui-ci s'empare de la ville et assiège la forteresse. Thibaut et son frère Étienne, qui d'après le moine chroniqueur Orderic Vital sont « avides de gloire », devancent l'ost d'Henri Ier d'Angleterre et partent libérer la ville avec leurs propres hommes. Ils sont battus dans un engagement qui a lieu en dehors de la ville, et Henri Ier est obligé de se retirer.
À la mort sans descendance mâle légitime de son oncle Henri Ier d'Angleterre en 1135, les barons du duché de Normandie lui proposent de devenir leur suzerain. Fin décembre 1135, à Lisieux, alors qu'il discute du sujet avec Robert, comte de Gloucester et fils illégitime d'Henri Ier, la nouvelle lui parvient que son frère cadet Étienne de Blois vient de se faire couronner roi d'Angleterre. En 1137, alors qu'il est en visite en Normandie, Étienne, devenu Étienne d'Angleterre, lui accorde une pension de deux mille livres sterling par an en compensation de la revendication au trône d'Angleterre qu'il pouvait avoir.
Par son ascendant et son habileté, il étend le petit comté de Troyes à toute la Champagne, imposant sa suzeraineté à cinq vassaux de l'archevêque de Reims, à autant de l'évêque de Langres et à plusieurs vassaux du duc de Bourgogne (notamment Joigny). Aussi fait-il de Troyes la capitale de ses États et devient-il un des principaux vassaux de la couronne. Par ailleurs, compte tenu de la relation intime entre les routes et les guerres, et tenant à la fois Blois et Sancerre, il a dans sa main les deux extrémités de l'arc formé par la Loire - obstacle s'il en est à une époque où les ponts qui l'enjambent sont encore rares ; sa puissance en est accrue d'autant.
À sa mort, en janvier 1152,, il choisit de se faire inhumer à la frontière nord-ouest de ses possessions champenoises, en Brie, à l'abbaye Saint-Pierre de Lagny-sur-Marne, face au domaine royal, sur la route des Foires de Champagne.

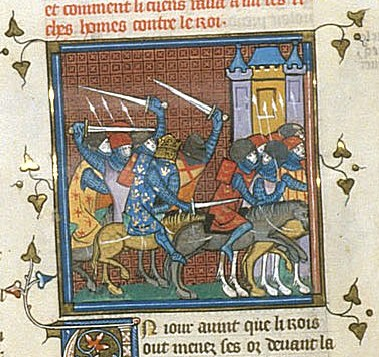
Combats entre le roi Louis et Thibaut.
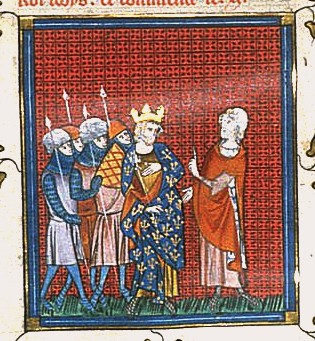
Le roi Louis et Thibaut parlementant.

## Union et descendance
Michel Bur a démontré qu'encore jeune homme le futur comte a probablement eu un fils, Hugues de Montfélix (près d'Épernay) et de Vanault (près de Possesse, entre Châlons et Bar-le-Duc), bâtard né en 1108 d'une châtelaine de Possesse fondateur de la deuxième Maison des seigneurs de Pierrepont, devenue ensuite la troisième ou quatrième Maison des comtes de Roucy.
Hugues, autre fils naturel, moine à l'abbaye de la Sainte-Trinité de Tiron (Perche), abbé de St Benet's Holme et Chertsey's Abbey (Angleterre) puis abbé de Saint-Pierre de Lagny (France), lieu d'inhumation de Thibaut IV de Blois-Champagne son père.
Avec Mathilde de Carinthie, épousée en 1123, il a au moins dix enfants :
1. Henri Ier (1126 † 1181), comte de Champagne et de Brie. Épouse Marie de France, fille de Louis VII et d'Aliénor d'Aquitaine ;
2. Marie (1128 † v. 1190), épouse d'Eudes II, duc de Bourgogne ;
3. Thibaut V (v. 1130 † 1191), comte de Blois, de Chartres et de Châteaudun et Sénéchal de France. Épouse Alix de France, également fille de Louis VII et d'Aliénor d'Aquitaine ;
4. Isabelle (v. 1130 - v.1180), épouse de Roger III d'Apulie, puis de Guillaume Goët (Gouët) de Montmirail ;
5. Étienne (1133 † 1191), comte de Sancerre ;
6. Guillaume aux Blanches Mains (1135 † 1202), évêque de Chartres, archevêque de Reims, cardinal et légat pontifical ;
7. Mathilde († v. 1184), mariée avant 1160 à Rotrou IV († 1191), comte du Perche ;
8. Agnès (1138-1207), épouse de Renaud II, comte de Bar ;
9. Adèle (Alix) (v. 1140-1206), épouse de Louis VII, roi de France, et mère de Philippe II Auguste ;
10. Marguerite, religieuse à l'abbaye Notre-Dame de Fontevraud.